# Autostrada A7 (Rumunia)
Autostrada A7  w Rumunii – autostrada w Rumunii o planowanej długości 437 kilometrów, z czego dziś od grudnia 2020 roku wykonane jest ok. 16,2 kilometra trasy (ok. 4% całości) w pobliżu miasta Bacău.